# Brandner Gletscher

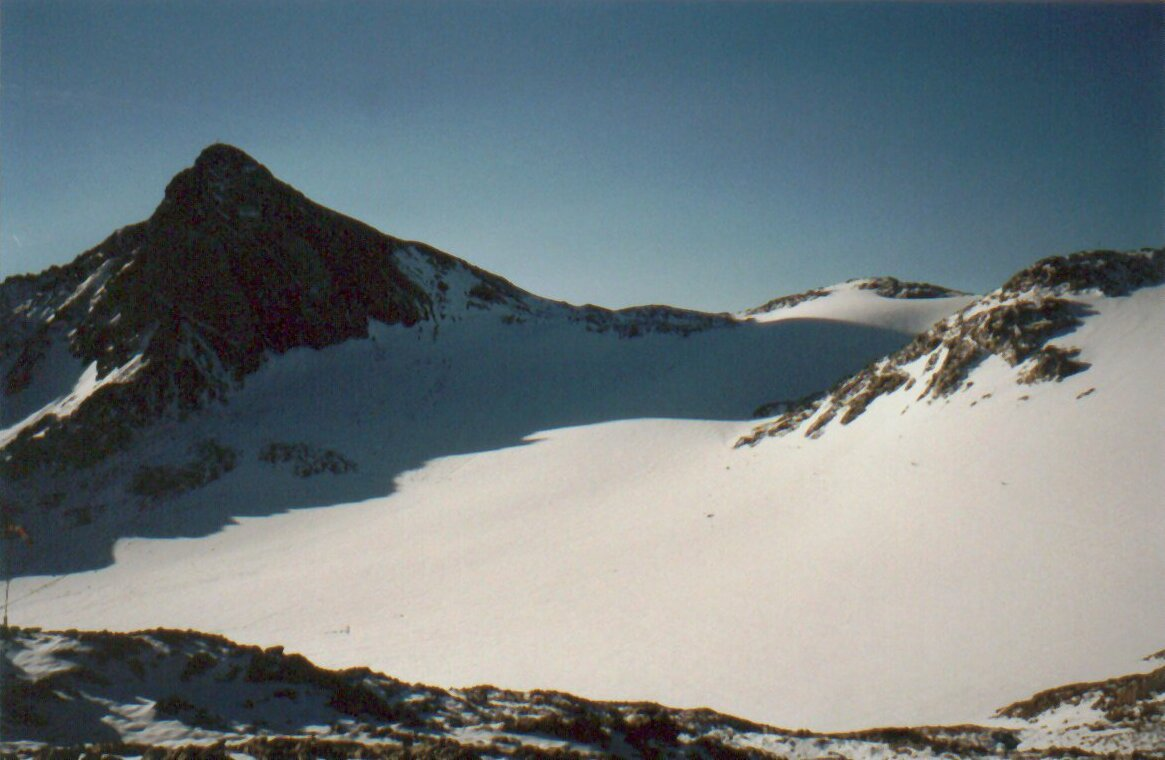
Blick von der Mannheimer Hütte über den Brandner Gletscher zur Schesaplana

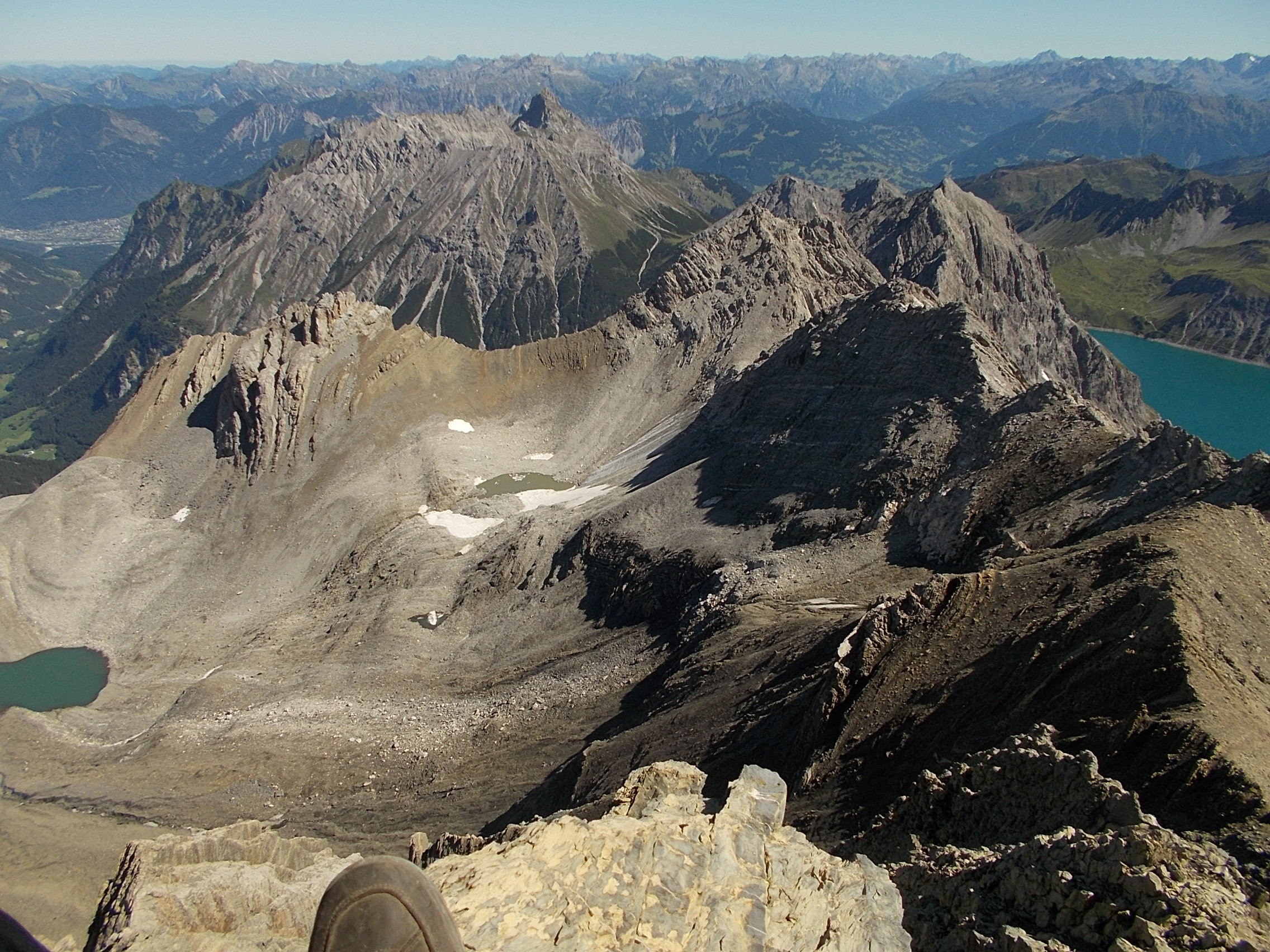
Blick von der Schesaplana auf ein vom Brandner Gletscher abgeteiltes, separates Resteisfeld unterm Sattel zwischen Felsenkopf (2835 m) und Zirmenkopf (2805 m). Im Hintergrund rechts der Lünersee.

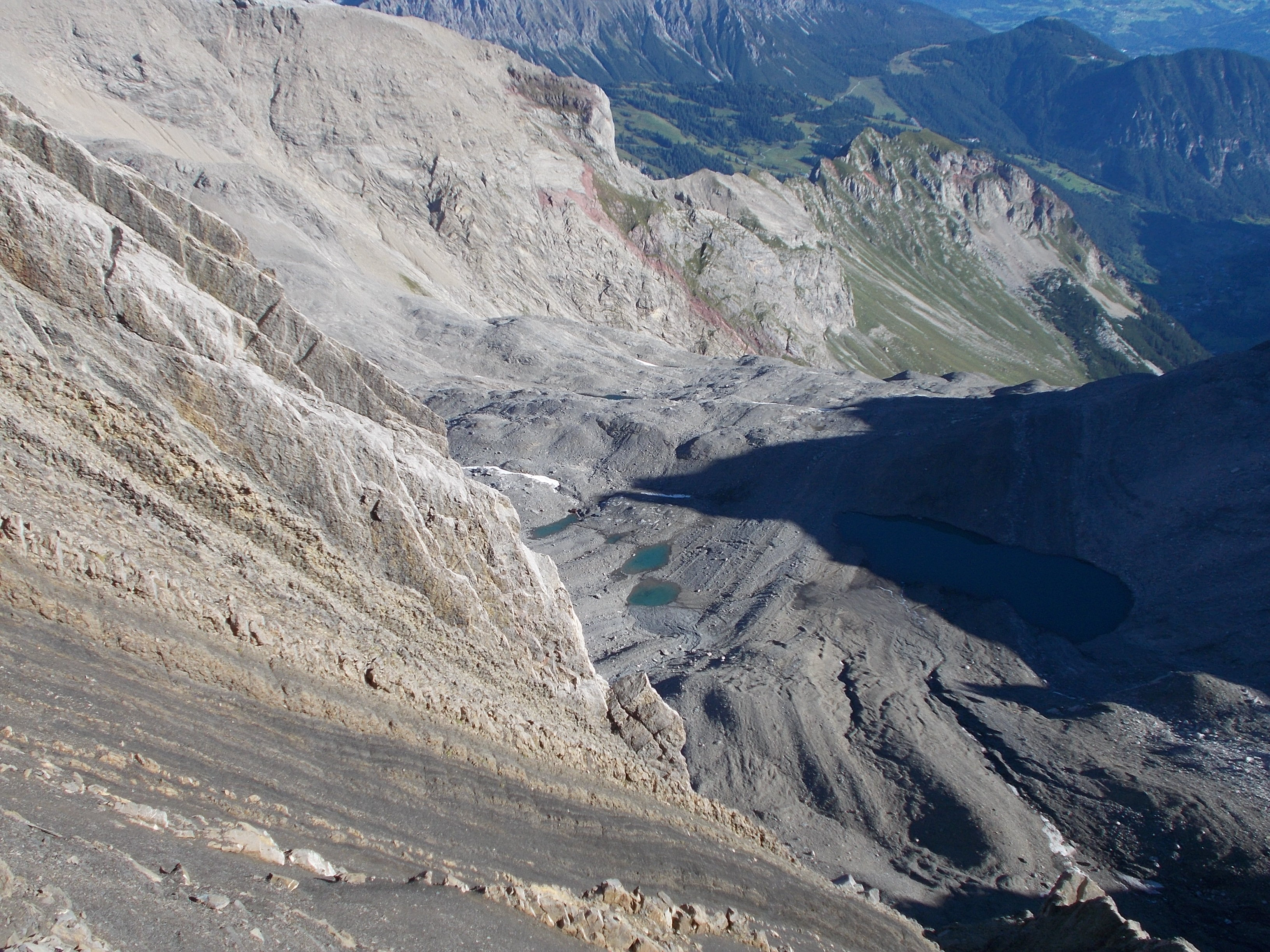
Der untere Teil des ehemals vom Brandner Gletscher gefüllten Beckens ist seit vielen Jahren nur noch eine Steinwüste.

Der Brandner Gletscher (auch Schesaplanagletscher, älter Brandner Ferner) liegt im Rätikon in Österreich. Er ist nur wenige Kilometer breit bzw. lang. Neben dem Gletscher befindet sich die Mannheimer Hütte. Über den Gletscher führt ein Weg zum Aufstiegspunkt auf den Schesaplana-Gipfel. Der Weg ist ungefährlich, bei Nebel aber unsicher.
Der natürliche Abfluss erfolgt im Blockeis über den Gletscherbach (so auch benannt) und den Alvier zur Ill, aber auch am Schafjoch nach Süden über den Valser Bach und Taschinasbach in die Landquart. Durch einen Stollen (Stollenbeginn) steht der Gletscher auch mit dem Lünersee der illwerke vkw in Verbindung.
Südlich von Brand befindet sich der Glingabrunnen. Dieser wird durch unterirdisch herangeführtes Wasser des Gletschers gespeist und ist etwa von November bis Mai versiegt.
Der Gletscher wird (gegen den Uhrzeigersinn) von Wildberg, Panüeler Kopf, Salaruelkopf, den Schafköpfen und der Schesaplana umrahmt. Weiterhin hat sich (Stand 2019) ein separates, kleines Eisfeld am Nordhang des Sattels zwischen Felsenkopf und Zirmenkopf gehalten.
Auf historischen Fotos in der Gaststube der Douglasshütte ist zu sehen, dass der Gletscher früher sogar über den Sattel zwischen Mannheimer Hütte und Panüeler Kopf ins Zalimtal hinunterquoll. Er ist in den letzten Jahrzehnten noch einmal massiv abgeschmolzen, laut Messungen der Vorarlberger Illwerke AG allein von 1990 bis 2003 um 20 m.

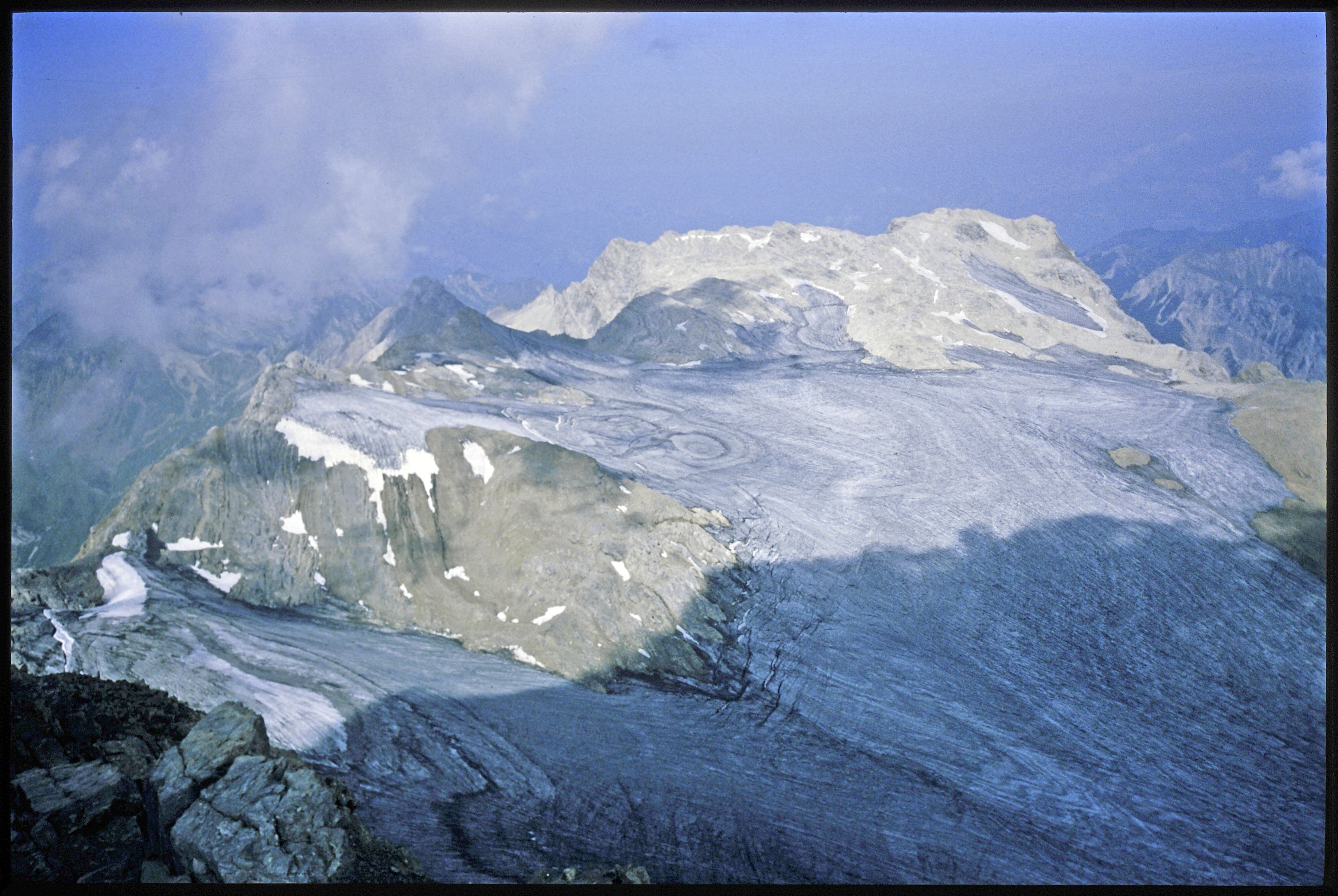
Blick von der Schesaplana auf den Brandner Gletscher im Jahr 1992
Blick vom Gipfel der Schesaplana über den Brandner Gletscher zur Mannheimer Hütte am 13. August 2003
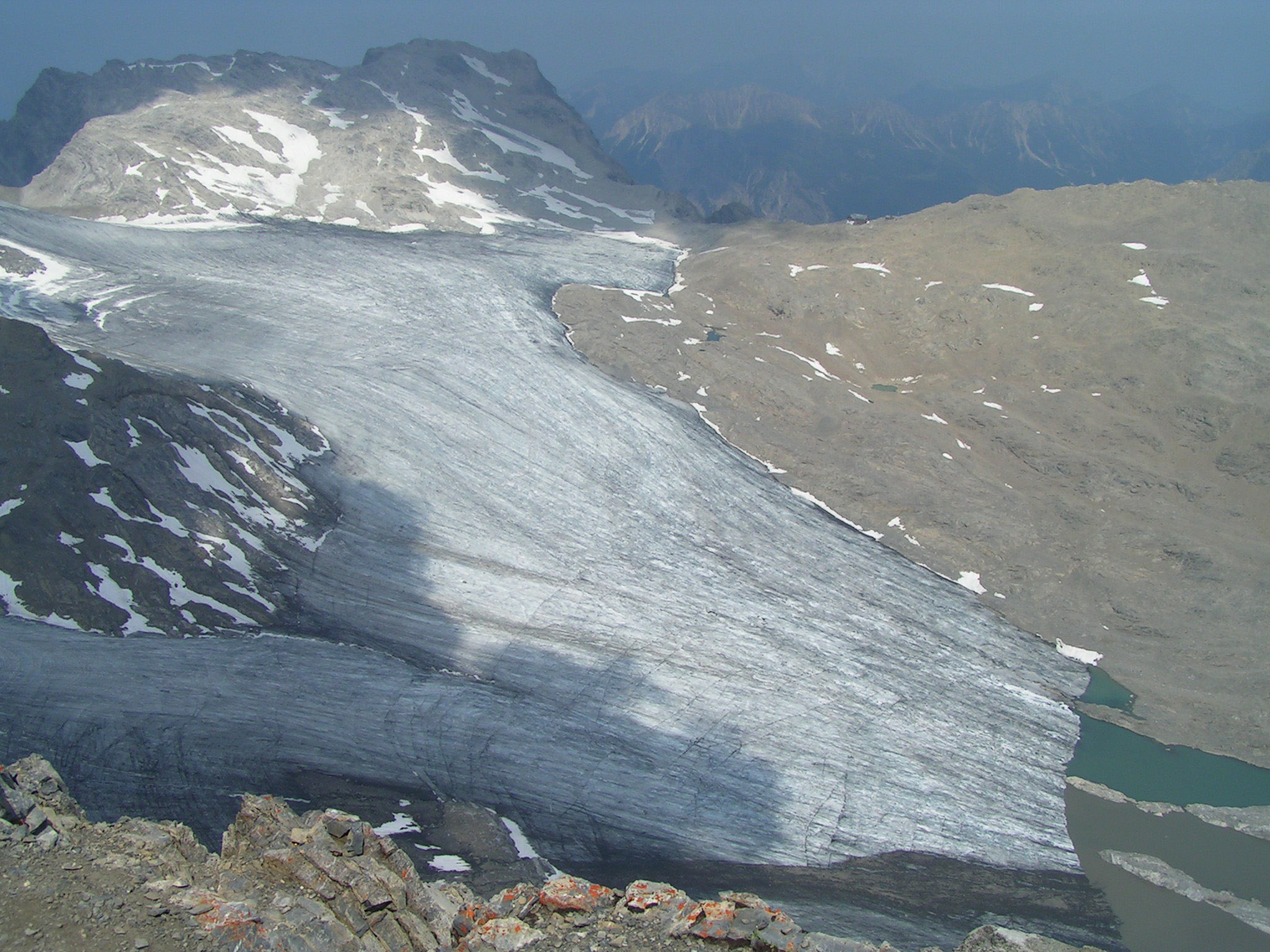
Blick vom Gipfel der Schesaplana über den Brandner Gletscher zur Mannheimer Hütte am 22. Juli 2006
Vergleich der Ausmaße des Gletschers zwischen 2003 und 2006. Ein Abschmelzen des Gletschers macht sich bemerkbar.
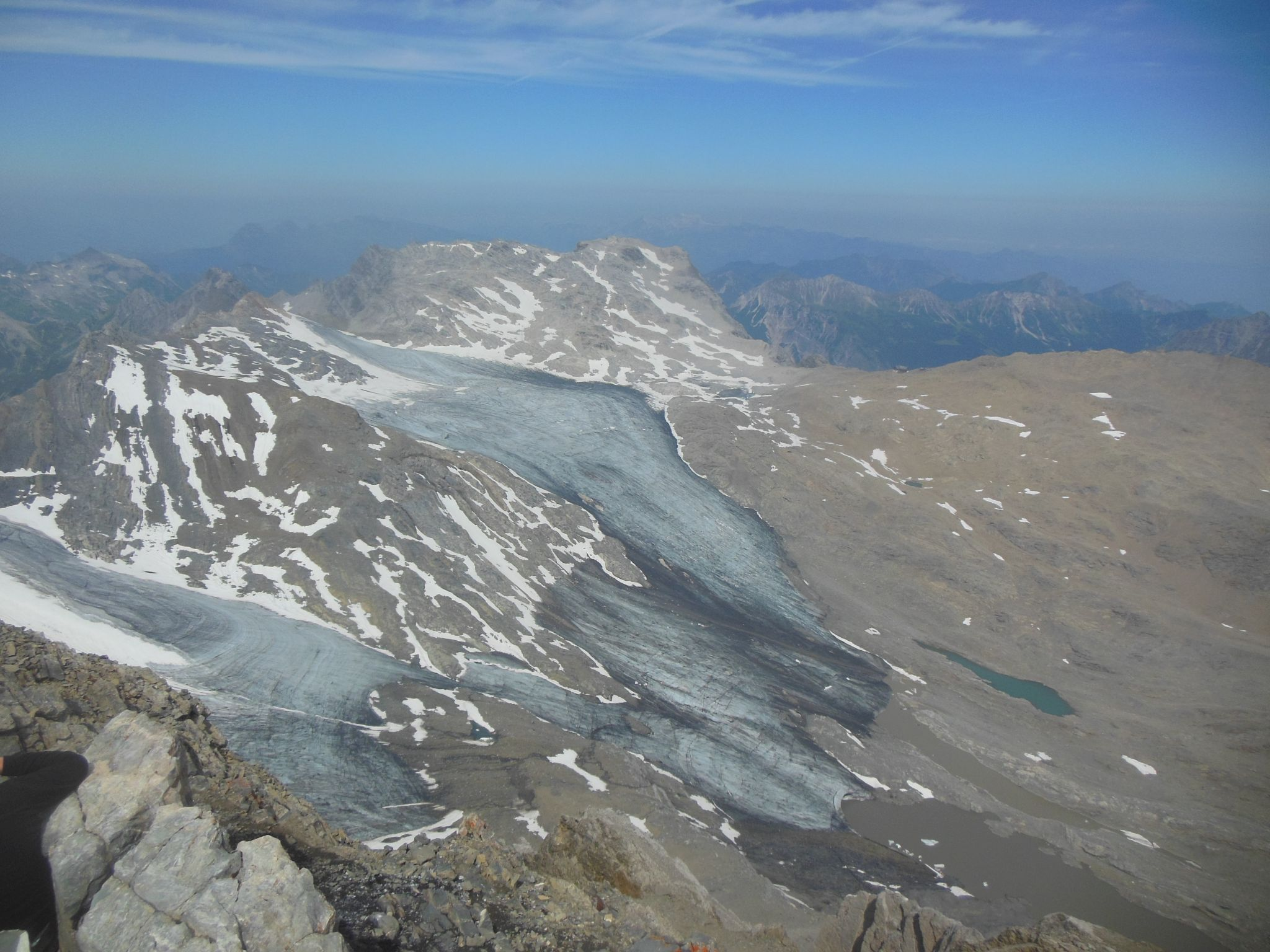
Blick vom Gipfel der Schesaplana über den Brandner Gletscher zur Mannheimer Hütte am 24. Juli 2015. Das geschossene Eisfeld beginnt in Teile zu zerfallen.
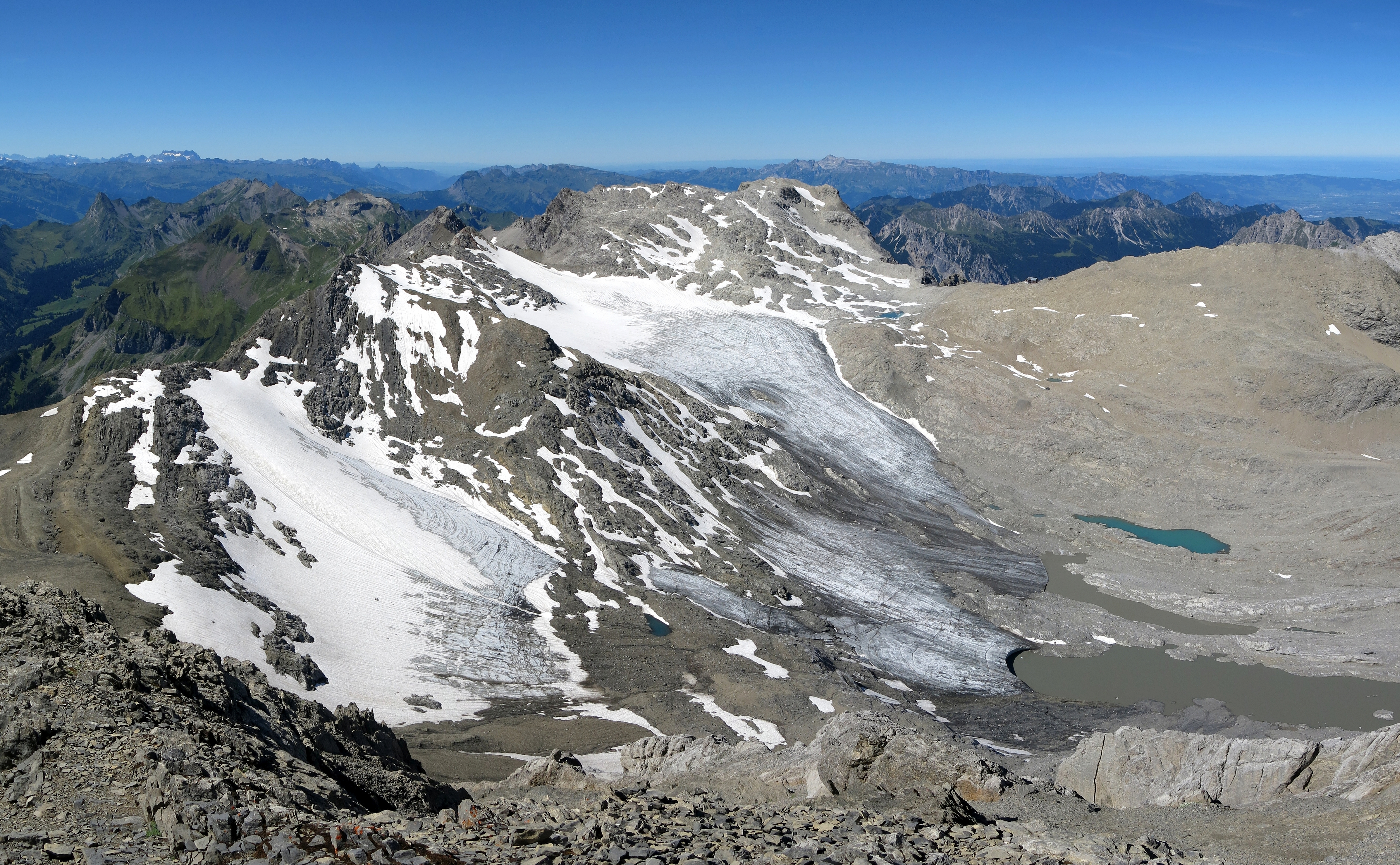
Anblick des Brandner Gletschers vom Gipfel der Schesasplana am 23. August 2016
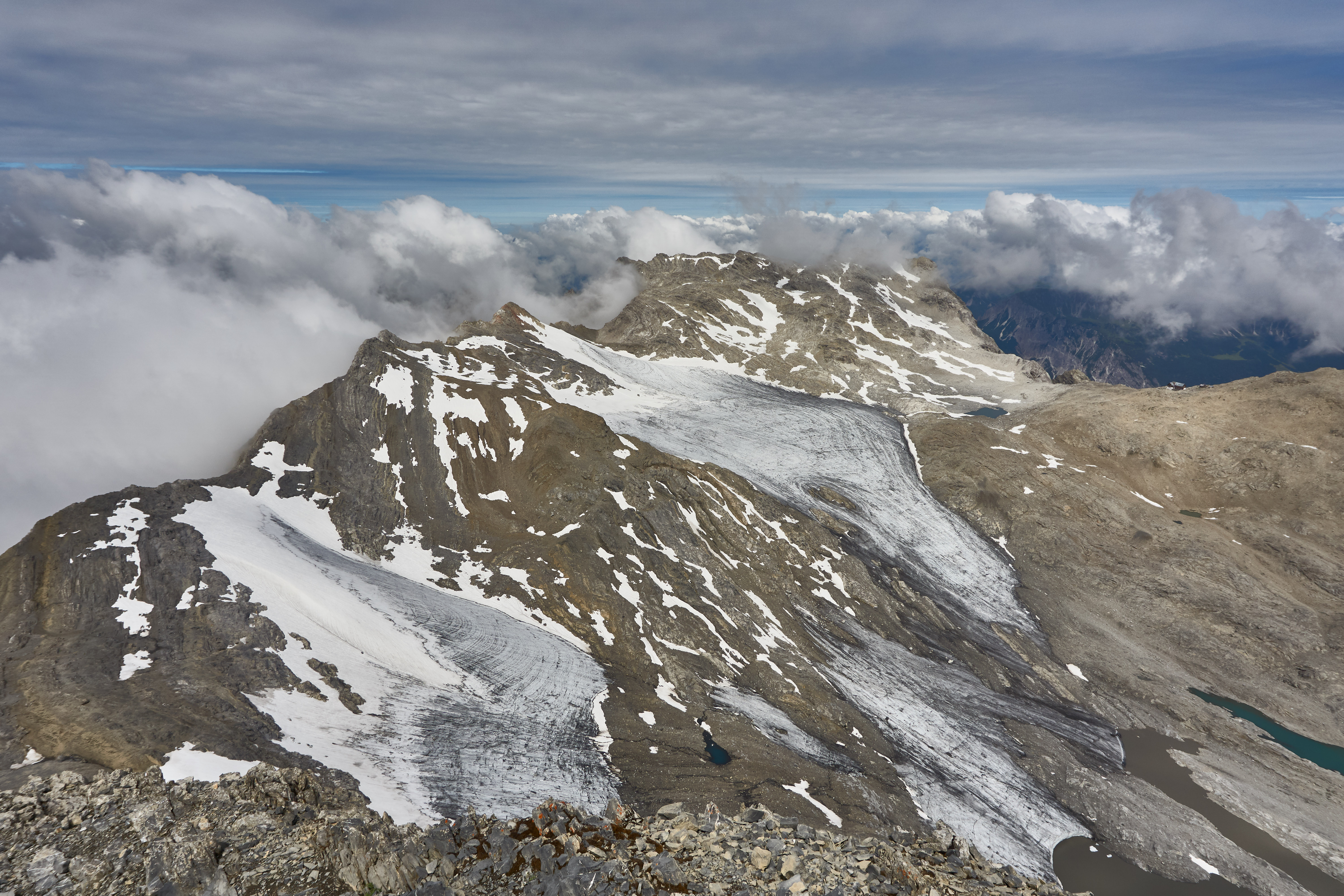
Blick vom Gipfel der Schesaplana über den Brandner Gletscher zur Mannheimer Hütte am 13. Juli 2017. Weiteres deutliches Abschmelzen innerhalb der letzten Jahre.
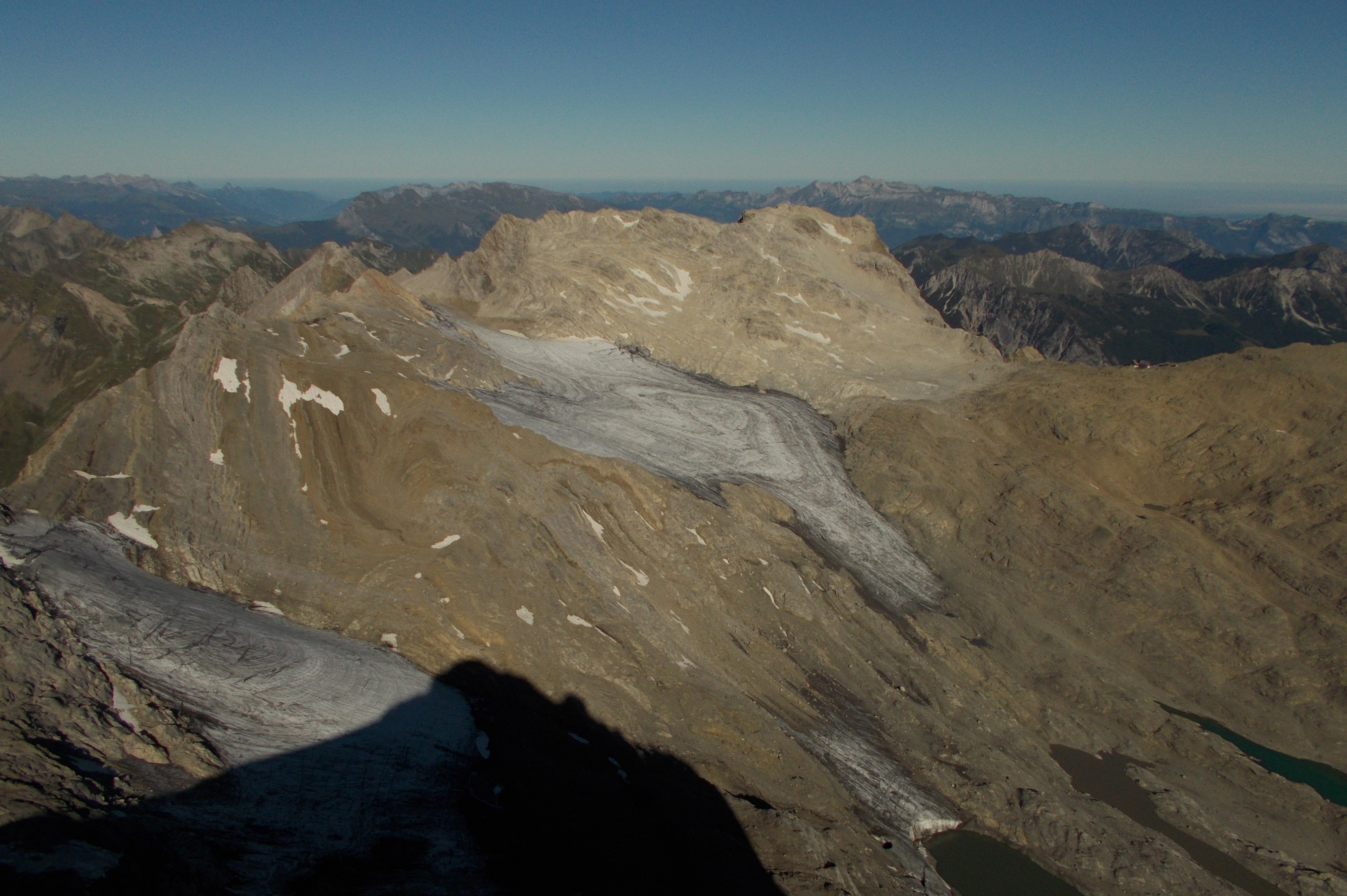
Die kläglichen Reste des in mehrere Teile zerfallenen Brandner Gletschers Anfang September 2019 von der Schesaplana gesehen. Das mittlere Eisfeld ist fast weg.

Anfang der 1980er-Jahre überlegte man, ein Sommerskigebiet auf dem Gletscher einzurichten. Aufgrund der Kosten, unter anderem für eine lawinensichere Zufahrt, absehbarer Unrentabilität des Skigebietes, weiterhin wegen des zunehmenden Abschmelzens sowie Protesten aus Bevölkerung und Alpenvereinen wurde das Vorhaben wieder fallen gelassen. Außerdem hat Vorarlberg 1981 in seiner Naturschutzgesetzgebung den absoluten Schutz der Gletscher als Instrument der Alpinen Raumordnung verankert und damit derartige Projekte unterbunden.
Aufgrund der stark fortgeschrittenen Gletscherschmelze und des damit verbundenen Rückgangs des Gletschers wurde dieser am 8. Juli 2023 symbolisch beerdigt.